# Stanton Macdonald-Wright

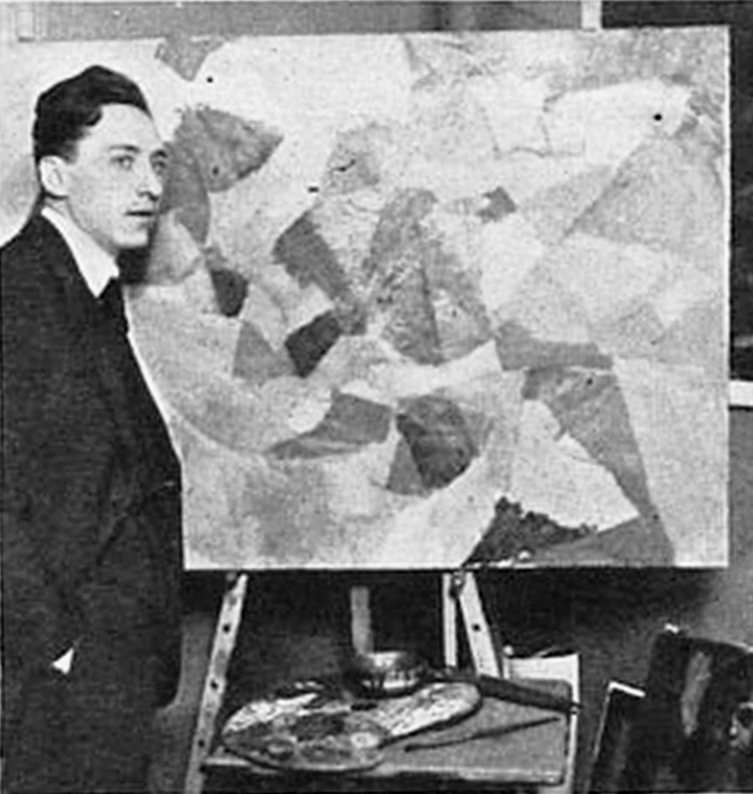
Stanton MacDonald-Wright, in: Every Week, Nr. 14, 1917

Stanton Macdonald-Wright (* 8. Juli 1890 in Charlottesville, Virginia; † 22. August 1973 in Pacific Palisades, Kalifornien) war ein US-amerikanischer Maler und (zusammen mit Morgan Russell) Mitbegründer des Synchromismus.

## Leben
Stanton Macdonald-Wright wurde 1890 in Charlottesville geboren und schrieb sich bereits im Alter von dreizehn Jahren an der Art Students League in Los Angeles ein. Noch als Teenager heiratete er 1907 und ließ sich in Paris nieder, wo er an der Sorbonne und an verschiedenen Kunstakademien studierte, darunter die Académie Colarossi und die École des Beaux-Arts, sowie privat bei Percyval Hart-Tudor, der Farbtheorie in Verbindung mit Musik unterrichtete. Macdonald-Wright ließ sich vor allem von den Werken Cézannes, Matisses und der Kubisten inspirieren und stellte 1910 im Salon d’Automne und 1912 im Salon des Indépendants aus. Zusammen mit seinem amerikanischen Landsmann Morgan Russell war Stanton Macdonald-Wright Mitbegründer des Synchromismus, deren Gemälde zunächst bei einer Ausstellung im Sommer 1913 in München und dann im Herbst desselben Jahres in Paris stattfand. Es folgten Ausstellungen in London, Mailand und Warschau. Anfang 1914 waren die Bilder der Synchromisten erstmals in New York zu sehen. Ähnlich wie die Pariser Bewegung des Orphismus verband der Synchromismus die Farbe mit dem Kubismus und schuf leuchtende, rhythmische Kompositionen aus wirbelnden und gewundenen Formen, die von einer reichen Farbpalette durchdrungen waren. Macdonald-Wright beschrieb es später so: Synchromismus bedeutet einfach 'mit Farbe', so wie Symphonie 'mit Klang' bedeutet, und unsere Idee war es, eine Kunst zu schaffen, deren Ursprung nicht in der Gegenständlichkeit liegt, sondern in der durch Farbe erzeugten Form.
Bei Ausbruch des Ersten Weltkriegs zog Stanton Macdonald-Wright mit seinem älteren Bruder Willard Huntington Wright, der als Verleger und Autor tätig war, nach London. In den folgenden zwei Jahren arbeiteten die Brüder gemeinsam an drei Kunstbüchern, darunter Modern Painting, Its Tendency and Meaning (1915), die später in New York veröffentlicht wurden. Nach seiner Rückkehr in die Vereinigten Staaten 1915 ließ sich Macdonald-Wright in New York nieder, wo er 1916 an der Forum Exhibition of Modern American Painters teilnahm und im Jahr darauf seine erste Einzelausstellung in der Galerie 291 von Alfred Stieglitz hatte. Seine synchromistischen Gemälde hatten einen direkten und deutlichen Einfluss auf das Werk von Thomas Hart Benton, Andrew Dasburg, Jan Matulka, Stuart Davis, Arnold Friedman und Alfred Henry Maurer.
Trotz seines Erfolgs in New York war Stanton Macdonald-Wright zunehmend unzufrieden mit dem, was er als den „sterilen künstlerischen Formalismus“ der modernen Kunst und den „Akademismus“ seines eigenen Synchromismus empfand. Deshalb ließ er sich 1919 endgültig in Santa Monica nieder und zog sich in den folgenden drei Jahrzehnten aus der kommerziellen Kunstszene zurück. Stattdessen wurde er zu einer aktiven Kraft in der südkalifornischen Kunstwelt, vor allem als Lehrer und Verwalter, während er gleichzeitig seine künstlerische Tätigkeit fortsetzte, die sich stark an figurativen Vorbildern aus dem Osten, insbesondere der chinesischen Malerei, orientierte. Von 1922 bis 1930 war er Direktor der Art Students League in Los Angeles und verfasste das Lehrbuch Treatise on Color (1924). In den späten zwanziger und frühen dreißiger Jahren stellte er zusammen mit Morgan Russell in verschiedenen Museen in Kalifornien aus und hatte 1932 eine Einzelausstellung in Stieglitz' An American Place in New York. Von 1935 bis 1942 arbeitete er für das Art Project der Works Progress Administration als Direktor für Südkalifornien und als technischer Berater für sieben westliche Staaten. Während dieser Zeit führte er mehrere große Kunstprojekte durch, darunter die Wandmalereien im Rathaus von Santa Monica.
Während des Zweiten Weltkriegs und bis 1952 unterrichtete Stanton Macdonald-Wright Kunstgeschichte, orientalische Ästhetik und Ikonografie an der UCLA, der USC, dem Scripps College und der University of Hawaii. 1952 bis 1953 besuchte er als Fulbright-Austauschprofessor Japan und lehrte für kurze Zeit an der Kyoiku Daigaku (Pädagogische Universität Tokio). 1954 zog er sich endgültig aus dem akademischen Leben zurück. Nach einer mehr als dreißigjährigen Pause kehrte Macdonald-Wright Mitte der 1950er Jahre zur gegenstandslosen Malerei zurück und schuf einige seiner besten Gemälde. Diese neuen neo-synchromistischen Werke übertrafen die früheren Gemälde des Künstlers durch eine gesteigerte Leuchtkraft und Räumlichkeit, die nach Ansicht des Verfechters der modernen Kunst, Alfred Barr, eine tiefere Spiritualität hervorbrachten. Der Künstler selbst beschrieb es so: „Zuerst betrachtete ich meine neue Malerei mit einem gewissen Erstaunen, denn ich hatte den ‚großen Kreis‘ geschlossen und kehrte nach 35 Jahren zu einer Kunst zurück, die oberflächlich betrachtet den Bildern meiner Jugend nicht unähnlich war. Aber im Grunde gab es einen großen Unterschied: Ich hatte einen inneren Realismus erreicht, den die Japaner yugen nennen. Das ist ein Sinn für die Wirklichkeit, die man nicht sehen, sondern nur fühlen kann, und ich bin sicher, dass es diese Qualität der verborgenen Wirklichkeit war, die mir in meiner Jugend gefehlt hatte“. Ab 1958 verbrachte Macdonald-Wright jedes Jahr fünf Monate in Kennin-ji, einem Zen-Kloster im Zentrum von Kyoto, Japan. Eines der fruchtbarsten Ergebnisse seiner Auseinandersetzung mit japanischer Poesie und Kunst war das Haiga-Portfolio (1965–66), eine Serie von zwanzig farbenfrohen Haiku-Illustrationen, die eine Synthese aus modernistischer Kunst im Stil des Synchromismus und traditioneller japanischer Holzschnitt-Technik darstellen.
1967 veranstaltete die Smithsonian Institution's National Collection of Fine Arts eine große Retrospektive über Stanton Macdonald-Wright und würdigte damit sein über sechs Jahrzehnte andauerndes künstlerisches Schaffen. In den verbleibenden Jahren seines Lebens bis zu seinem Tod 1973 im Alter von 83 Jahren blieb Stanton Macdonald-Wright produktiv und erfinderisch und hinterließ ein umfangreiches und vielfältiges Oeuvre modernistischer Malerei, das seither seinen rechtmäßigen Platz in der amerikanischen Kunst des 20. Jahrhunderts einnimmt.

## Werk
Stanton Macdonald-Wrights Arbeiten zeichnen sich durch die Verwendung kräftiger Farben und dynamischer Kompositionen aus, die musikalische Harmonien und Rhythmen widerspiegeln sollen. Seine Synchromien sind die frühesten Beispiele für abstrakte Kunst in den USA.